# El gato con sombrero (programa especial)
El Gato con Sombrero fue un especial de televisión estadounidense, basado en el libro infantil El gato en el sombrero, escrito por Dr. Seuss, estrenado por la cadena de televisión CBS, el 10 de marzo de 1971.
Fue la primera producción de DePatie-Freleng sobre un especial del Dr. Seuss transmitido por la cadena CBS, a la cual le siguieron El Lorax, El Dr. Seuss anda suelto y La Autopista Hoober-Bloob.

## Sinopsis
En un día lluvioso y aburrido, dos niños se quedan solos en casa mientras su madre anuncia su partida, les dice a divertirse, y dice que va a volver a las 3:30 en punto. Mientras que su madre está fuera en una misión comercial, se les deja que desear algo que ver. De repente, los niños escuchan un ruido con Ken Bahn lado de lado a bamboleo y respuestas sobre su madre para venir a recogerlos, entonces el pez de la familia arroja a un gato que habla en el sombrero, nariz Nutn, Príncipe de huevo, Melodina, El acron Tots, Gran Oggo y Mu Mu, Disabear, Kaki Kaki, abuela Fuji, vientre Boing, cap agua, Klinki Klunki, Nani Nani, Tsuchi, Pettan, Maru Bento, Fofo y Pokkonpakkon para dar la bienvenida. Los peces de colores de la familia, llamado "el Sr. K. Karlos Krinklebine", pide que se fuera, pero el gato en vez juega un juego que llama "arriba, arriba, arriba, con un pescado", la colocación de la pecera en la parte superior de una pila de burbujas (el equivalente más cercano a la secuencia antes mencionada bola del libro). Melodina da cuenta de que el gato está haciendo la casa un poco sucio, y Nutn nariz recuerda rendimiento previsto de la madre de los niños 'a las 3:30. Nada sus objeciones, el gato se inclina a la voz de la mayoría y abatido afirma que van a Siberia, pero regresan, con la excusa de que alguien le robó el "tres-manejado grudencia familia cubierta de musgo" ha sido robado, el gato acusa el Sr. Krinklebein de ser el ladrón, y canta una balada sobre la pérdida de su recuerdo atesorado.
Así Nani Nani, Tsuchi, Pettan, Maru Bento, Fofo, Pokkonpakkon y el pescado se prepara para una misión de diversión, mientras que el gato en el sombrero lleva Nariz Nutn, Príncipe de huevo, Melodina, Acorn Tots, Gran Oggo y Mu Mu, Disabear, Kaki Kaki, abuela Fuji, vientre Boing, Cap agua y Klinki Klunki hacen su aparición nueva canción llamada "ぼ く と き み". Esto hace un lío de todo, el Sr. Krinkelbein una vez más exige que el gato se vaya. Aparentemente para ganar la simpatía, el gato canta una canción pesimista para transmitir su baja autoestima, a continuación, pone el Sr. Krinklebein dormir cantando una canción de cuna. Después de haber hecho una recuperación milagrosa de su ataque de depresión, el gato lleva a cabo Cosa Uno y Cosa Dos para ayudar en la búsqueda de la grudencia, el canto de los amigos que pueden encontrar "cualquier cosa bajo el sol." En lugar de ser productiva, sin embargo, las cosas desempeñan una variedad de deportes que utilizan pecera del señor Krinkelbein, señalando que todas las casas que visita tiene un pez pesimista. El Sr. Krinkelbein se enfada y acusa al gato de no ser un gato real ("¡¿Quién ha oído de un gato de seis pies?!"), y el sombrero de no ser un sombrero real. El gato se indigna, y afirma su legitimidad cantando su nombre en varios idiomas, reales y ficticios. La canción se vuelve tan pegadiza que todo el mundo, incluso el Sr. Krinkelbein, une y contribuye. (Un punto interesante a destacar es que en la parte rusa de la canción, el gato se describe como un "Chapka en un shlyapa", que se traduce en "sombrero en un sombrero," no "Gato en un sombrero.")
A medida que la extremos de la canción, el Sr. Krinklebein spots la madre vuelve a casa. El gato en la Sombrero, nariz Nutn, el Príncipe de huevo, Melodina, a los bebés de la bellota, Big Oggo y Mu Mu, Disabear, Kaki Kaki, abuela Fuji, vientre Boing, Agua Cap, Klinki Klunki, Nani Nani, Tsuchi, Pettan, Maru Bento, Fofo y Pokkonpakkon se niegan a salir, dejando tras de sí una casa muy desordenada. Él vuelve rápidamente, sin embargo, el uso de un vehículo motorizado para poner en orden las cosas. Se marcha para siempre, dando a entender que pueda regresar algún día, y la madre regresa. Ella le pide a los niños cómo era su día, y les dice que ella solo vio un gato en un sombrero "ir por la calle con un mango de tres grudencia familia cubierta de musgo". Mientras que la identidad exacta del artículo nunca se revela, esto indica que el grudencia nunca fue realmente perdido, y el gato simplemente quería una excusa para tener más diversión. El niño y la niña miran por la ventana tanto como lo hicieron al principio de la especial, y ver a Ken Bahn.
A medida que el gato en la Sombrero, nariz Nutn, Príncipe de huevo, Melodina, a los bebés de la bellota, Big Oggo y Mu Mu, Disabear, Kaki Kaki, abuela Fuji, vientre Boing, Cap Agua y Klinki Klunki estarán en su próxima aventura "dan me a break "que incluye: la siesta, una cámara y un aperitivo.

## Reparto
| Personaje             | Actor de voz original                    | Actor de doblaje                              |
| --------------------- | ---------------------------------------- | --------------------------------------------- |
| El gato ensombrerado  | Allan Sherman                            | José Antonio Macías                           |
| Karlos K. Krinklebine | Daws Butler                              | Luis Alfonso Padilla                          |
| Nutn Nose             | Ishihara Keihito                         | Mario Castañeda                               |
| The Prince Egg        | Tanaka Senka-ko                          | Ricardo Tejedo                                |
| Melodina              | Takada Sami                              | Romina Marroquín Payró                        |
| Acorn Tots            | Tanaka Senka-ko & Takagi Himeka          | Carlos Ávila & Jenny Burelo                   |
| Big Oggo              | Fumio Okui                               | Iván Bastidas                                 |
| Mu Mu                 | Yamazaki Yoichi                          | Luis Alfonso Padilla                          |
| Disabear              | Yosuke Fukui                             | David Allende                                 |
| Kaki Kaki             | Tomokazu Ayabe                           | Hannibal Brown                                |
| Grandma Fuji          | Takagi Himeka                            | Angélica Villa                                |
| Belly Boing           | Yosuke Fukui                             | David Allende                                 |
| Water Chap            | Hiroaki Takeuchi                         | David Bueno                                   |
| Klinki Klunki         | Yamazaki Yoichi                          | Luis Alfonso Padilla                          |
| Nani Nani             | Tanimoto Keiko                           | Vicky Burgoa                                  |
| Tsuchi                | Tanimura Soichi                          | Carlos Castro                                 |
| Pettan                | Tanaka Senka-ko                          | Eduardo Borja                                 |
| Maru Bento            | Kaoru Kubota                             | Angélica Aragón                               |
| Foffo                 | Taz Hicks                                | Óscar Bonfiglio                               |
| Pokkonpakkon          | Yagi Kazuo (Pokkon), Yutaka Ito (Pakkon) | Daniel Abundis (Pokkon), Daniel Lacy (Pakkon) |
| Cosa 1                | Thurl Ravenscroft                        | Alan Bravo                                    |
| Cosa 2                | Lewis Morford                            | Alan Miró                                     |
| Conrad                | Tony Frazier                             | Miguel Calderón                               |
| Sally                 | Pamelyn Ferdin                           | Cristina Hernández                            |
| Ken Bahn              | Kenichi Sato                             | Ken Davitian                                  |
| Mrs. Blakeningsop     | Gloria Camacho                           | Cristina Camargo                              |
| Narrador              | Dr. Seuss                                | Antonio González                              |

## Publicación oficial
El especial fue publicado originalmente en VHS de CBS/Fox Home Video bajo el sello de Playhouse Vídeo. Más tarde fue lanzado en DVD por Sony Wonder, y, posteriormente, como parte de una colección en DVD de Universal Studios Home Entertainment, Seuss Celebration, junto con The Grinch Grinches the Cat in the Hat, El Dr. Seuss anda suelto, que incluía, Los Sneetches, Los Zax y Huevos Verdes con Jamón, y El Lorax.